# Nàrtex

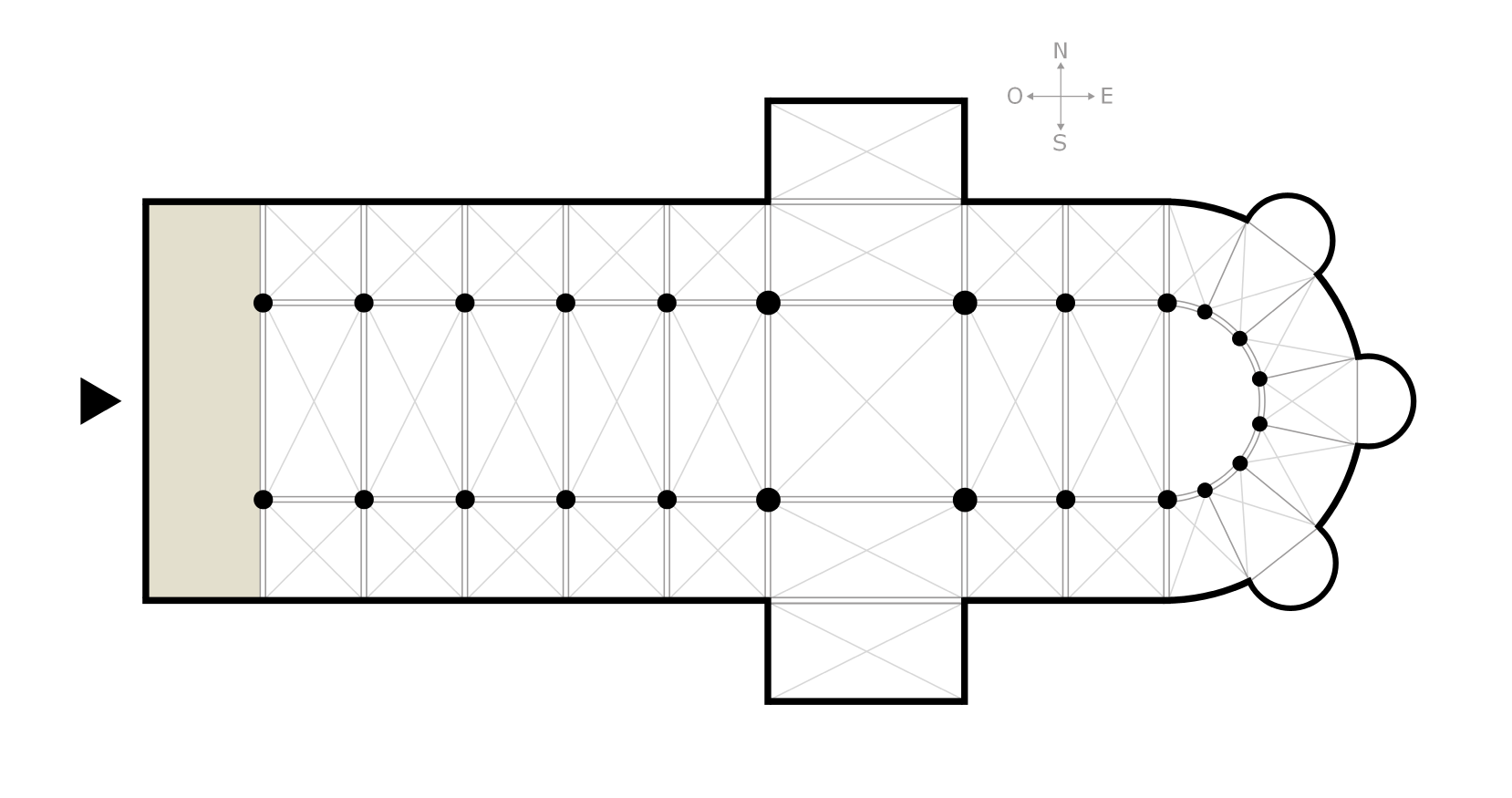
Plànol de catedral, indicant la posició del nàrtex.

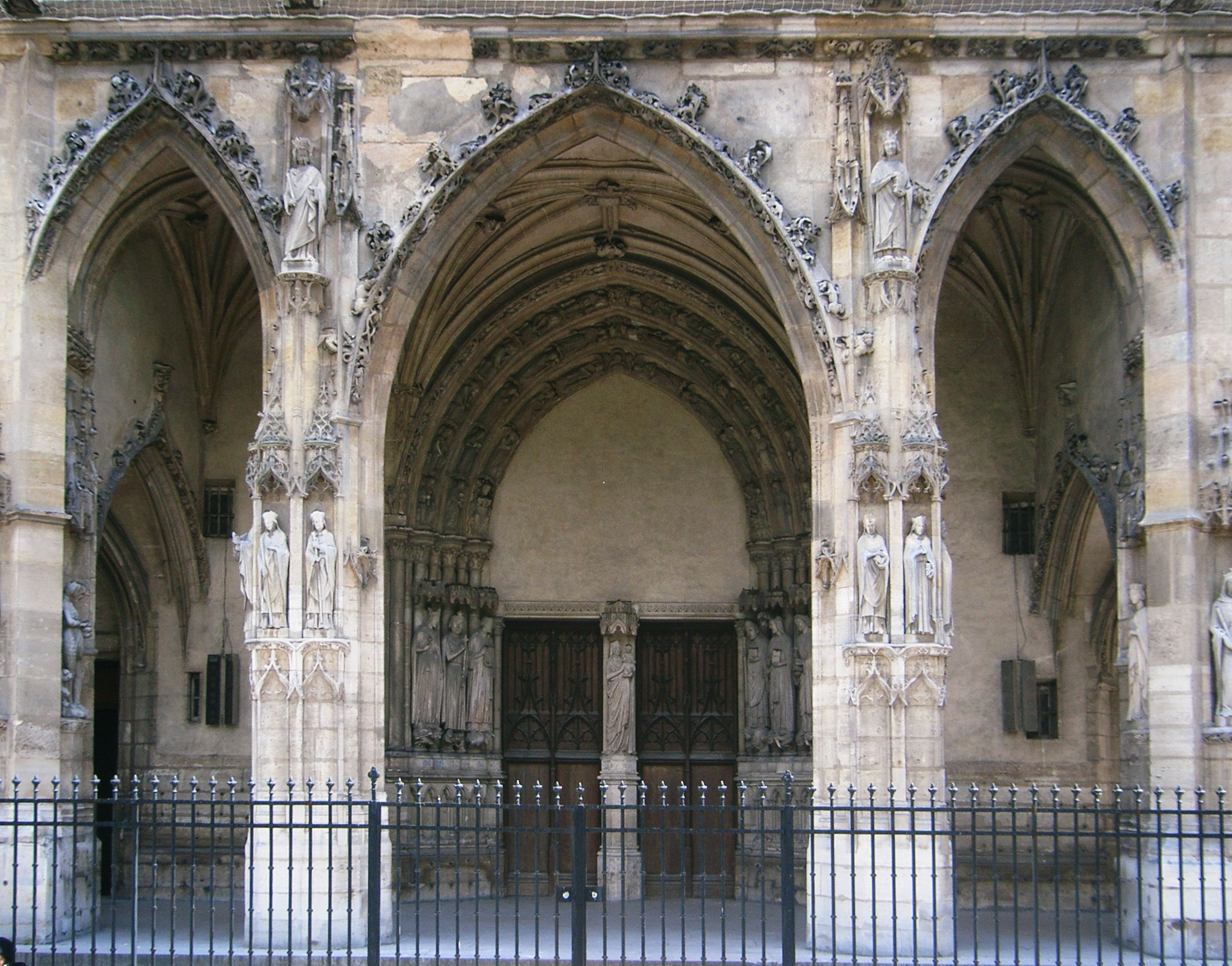
Nàrtex exterior o porxo de St-Germain l'Auxerrois a París.

El nàrtex o galilea d'una església és l'atri, vestíbul o pòrtic d'entrada situat davant de la porta d'entrada, sovint a l'extrem occidental de la nau, o a l'extrem oposat respecte de l'altar principal de l'església.
Tradicionalment el nàrtex era una part de l'edifici, però no es considerava part del temple. Era una àrea interior separada de la nau per una pantalla o barana, o bé una estructura externa com un porxo. La funció del nàrtex era allotjar a les persones «no admissibles per al culte», especialment catecúmens i penitents, per tal que poguessin sentir i seguir el servei religiós sense entrar al temple.
El nàrtex sovint disposava d'una pica baptismal de manera que els infants es poguessin batejar abans d'ingressar a la nau. Així mateix, al nàrtex o galilea és on generalment hi havia tombes de personatges importants, pràctica que fou seguida fins al segle xiv, quan es permeteren els enterraments a l'interior de l'església. Reformes posteriors varen eliminar aquest requisit d'exclusió dels serveis a les persones que no fossin membres de ple dret de la congregació. Els arquitectes d'esglésies continuaven, això no obstant, construint un espai abans de l'entrada de la nau. Aquest espai es pot anomenar vestíbul interior (si és arquitectònicament part de l'estructura de la nau) o un porxo (si és una estructura oberta i externa).
Com a exemple modern, es pot parlar d'un nàrtex a la façana de la Passió de la basílica de la Sagrada Família de Barcelona, format per un porxo amb una cornisa i un frontó o porxo superior.